# Downton Abbey (televíziós sorozat)
A Downton Abbey angol kosztümös dráma, melyet Julian Fellowes alkotott a Carnival Films és a Masterpiece közreműködésével. A sorozat első részét 2010. szeptember 26-án vetítették az Egyesült Királyságban az ITV-n. Az Amerikai Egyesült Államokban a PBS vetíti a sorozatot 2011. január 9. óta.
A sorozat egy képzeletbeli helyszínen játszódik Yorkshire-ben, egy Downton Abbey nevezetű nagybirtokon. A történet főszereplői az arisztokrata Crawley család és annak szolgálói, az egyes évadok a brit történelem meghatározó mozzanatainak a család és környezetük életére gyakorolt hatásait mutatják be. A sorozat egy efféle nagy pillanattal veszi kezdetét, nevezetesen az RMS Titanic elsüllyedése utáni napokban, az első éved pedig az első világháború kitörésével ér véget. A második évad a háborúról, és spanyolnátha időszakáról számol be, a harmadik évadban pedig a háborúk közötti időszakba és az írek függetlenségéért folytatott küzdelembe nyerhetünk betekintést. A negyedik évad a "Teapot Dome Scandal" idején játszódik, míg az ötödik éved az 1923-as választásokról és a müncheni sörpuccsról mesél.
A Downton Abbey több tévés díjat nyert, köztük Golden Globe- és Emmy-díjat is. A sorozat 2011-ben a legtöbb Emmy-jelölést elért sorozattá vált. Összesen 27 jelölést ért el. A széria az ITV-n és PBS-en is a legnézettebb programjává vált, 1981 óta a legsikeresebb kosztümös angol sorozat.
A sorozatot eredetileg három évadosra szánták, de a 12 milliós nézettségre való tekintettel az ITV egy újabb évadot rendelt be. A harmadik évad végére a Downton Abbey a világ egyik legnézettebb sorozatává vált, a negyedik évad felvételei 2013 februárjában kezdődtek meg. Az ötödik évadot 2014-ben sugározták, 2015, március 20-án pedig hivatalosan is bejelentették, hogy a sorozat véget ér a 2015-ös hatodik évaddal.
A sorozat első részét Magyarországon 2013. február 10-én vetítette a Story4.

## Áttekintés
A sorozat egy kitalált helyszínen játszódik egy yorkshire-i nagybirtokon, melynek neve Downton Abbey. A történet főszereplői az arisztokrata Crawley család és annak szolgálói. A család V. György brit király uralkodása alatt birtokolja a downtoni birtokot. Az első évad az 1912 és 1914 közti időszakot öleli fel. A második évad 1916-1919 között játszódik. A 2011-ben elkészült karácsonyi különkiadás (Christmas Special) 1919 karácsonyát, majd az 1920-as év elejét meséli el. A harmadik évad 1920-tól 1921 őszéig kíséri nyomon a család életét. A negyedik évad hat hónapot ölel fel 1922 februárjától augusztusáig. A 2013-as karácsonyi különkiadás 1923 nyarán játszódik. Az ötödik évad a család 1924-es évét mutatja be. A 2014-es karácsonyi különkiadás 1924 őszétől karácsonyig folytatja a történetet.

## Helyszínek

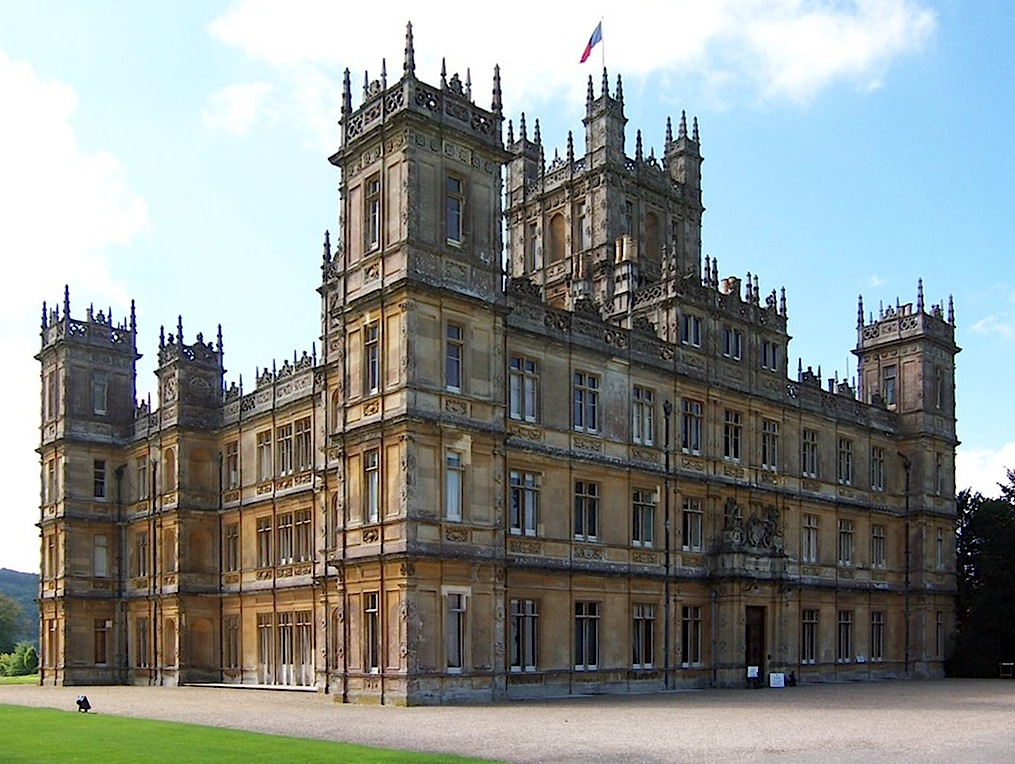
Highclere Castle, Downton Abbey című sorozat legtöbb helyszínét az a kastély adja

A sorozat legtöbb jelenetét a Highclere kastélyban és annak parkjában forgatták le. A szolgálók munkahelyén és felső emeleti szobákban játszódó jelenetek nagy részét az Ealing Studios-ban veszik fel.
A Bampton nevezetű falu Oxfordshire-ban a film külső jeleneteihez szolgáltatott helyszíneket mint a St. Mary Templom és a könyvtár, amely a kórház bejáratát biztosította. Az első világháború helyszíneiül Franciaország néhány falucskája és mezője szolgált. A Haxby Park, melyet Sir Richard Carlisle a 2. évadban akart megvásárolni, a Waddesdon Manor része Buckinghamshire-ben. A Greys Court Oxfordshire-ben a család másodlagos tulajdonaként jelent meg a sorozatban, melyet 'Downton Place'-nak hívtak. A család ide akart költözni a pénzügyi nehézségei miatt a harmadik évadban.
A sorozat szerint Downton Abbey a történelmi Yorkshire County területén helyezkedik el. Easingwold, Kirkby Malzeard, Kirkbymoorside, Leeds, Malton, Middlesbrough, Ripon, Richmond, Thirsk és York falvak és városok kerültek megnevezésre a sorozatban.
Az Inveraray Castle Duneagle kastélyként jelent meg a 2012-es karácsonyi különkiadásban.

## Szereplők

### Főszereplők
| Színész               | Szereplő                                 | Megjelenések  | Magyar hang                                        |
| --------------------- | ---------------------------------------- | ------------- | -------------------------------------------------- |
| Hugh Bonneville       | Robert Crawley, Grantham grófja          | 1–6. évad     | Rosta Sándor                                       |
| Elizabeth McGovern    | Cora Crawley, Grantham grófnéja          | 1–6. évad     | Kovács Nóra 1-4. évad Málnai Zsuzsa 5-6. évad      |
| Michelle Dockery      | Lady Mary Crawley                        | 1–6. évad     | Györgyi Anna                                       |
| Laura Carmichael      | Lady Edith Crawley                       | 1–6. évad     | Huszárik Kata                                      |
| Jessica Brown Findlay | Lady Sybil Branson (született: Crawley)  | 1–3. évad     | Kiss Virág                                         |
| Maggie Smith          | Violet Crawley, Grantham özvegy grófnéja | 1–6. évad     | Pásztor Erzsi                                      |
| Dan Stevens           | Matthew Crawley                          | 1–3. évad     | Posta Victor                                       |
| Penelope Wilton       | Isobel Crawley                           | 1–6. évad     | Bókai Mária 1-4. évad Tímár Éva 5-6. évad          |
| Jim Carter            | Charles "Charlie" Carson                 | 1–6. évad     | Konrád Antal                                       |
| Phyllis Logan         | Elsie Hughes (később: Carson)            | 1–6. évad     | Andresz Kati                                       |
| Joanne Froggatt       | Anna Bates (született: Smith)            | 1–6. évad     | Urbán Andrea                                       |
| Brendan Coyle         | John Bates                               | 1–6. évad     | Kassai Károly                                      |
| Rob James-Collier     | Thomas Barrow                            | 1–6. évad     | Széles Tamás                                       |
| Allen Leech           | Thomas "Tom" Branson                     | 1–6. évad     | Előd Álmos                                         |
| Leslie Nicol          | Beryl Patmore                            | 1–6. évad     | Zsurzs Kati                                        |
| Sophie McShera        | Daisy Mason (született: Robinson)        | 1–6. évad     | Dögei Éva                                          |
| Siobhan Finneran      | Sarah O'Brien                            | 1–3. évad     | Molnár Zsuzsa                                      |
| Kevin Doyle           | Joseph Molesley                          | 1–6. évad     | Vári Attila                                        |
| Thomas Howes          | William Mason                            | 1–2. évad     | Joó Gábor                                          |
| Lily James            | Lady Rose Aldridge (született: McClare)  | 3–6. évad     | Balsai Mónika 3. évad Bogdányi Titanilla 4-6. évad |
| Raquel Cassidy        | Phyllis Baxter                           | 4–6. évad     | Ősi Ildikó                                         |
| Rose Leslie           | Gwen Dawson                              | 1. és 6. évad | Zsigmond Tamara Sallai Nóra                        |
| Matt Milne            | Alfred Nugent                            | 3–4. évad     | Dányi Krisztián                                    |
| Edward Speleers       | James "Jimmy" Kent                       | 3–5. évad     | Horváth-Töreki Gergely                             |
| Cara Theobold         | Ivy Stuart                               | 3–4. évad     | Pekár Adrienn                                      |
| Michael C. Fox        | Andrew "Andy" Parker                     | 5–6. évad     | Markovics Tamás                                    |

### Visszatérő mellékszereplők
| Színész            | Szereplő                                     | Megjelenések |
| ------------------ | -------------------------------------------- | ------------ |
| Samantha Bond      | Lady Rosamund Painswick (született: Crawley) | 1–6. évad    |
| David Robb         | Dr. Richard Clarkson                         | 1–6. évad    |
| Tom Cullen         | Anthony "Tony" Foyle, Lord Gillingham        | 4–5. évad    |
| Julian Ovenden     | Charles Blake                                | 4–5. évad    |
| Matthew Goode      | Henry Talbot                                 | 5–6. évad    |
| Harry Hadden-Paton | Herbert "Bertie" Pelham                      | 5–6. évad    |
| Paul Copley        | Mr. Mason                                    | 2–6. évad    |
| Douglas Reith      | Richard "Dickie" Grey, Merton báró           | 3–6. évad    |
| Jeremy Swift       | Septimus Spratt                              | 4–6. évad    |
| Andrew Scarborough | Timothy "Tim" Drewe                          | 4–6. évad    |

## A produkció
A sorozat ötlete a Carnival Films vezetőinek agyában fogant meg, akik a képernyőre szerettek volna tűzni egy Edward-kori drámát. A sorozat előkészítésével az Oscar-díjas Julian Fellowes-t bízták meg, akinek a nevéhez a szintén sikeres Gosford Park is köthető. A szövegkönyveket és a történetet Julian Fellowes írta, a feleségének, Emmának segítségével.

## Évadok, Epizódok

### Első évad
Az első évad első része 2010. szeptember 26-án került a képernyőre az Egyesült Királyságban az ITV csatornán. Az első rész a Crawley család és annak szolgálóinak életét a Titanic elsüllyedésének éjszakája utáni napon kezdi el ismertetni. Az évad utolsó része pedig 1914. augusztus 4-én az első világháború kitörésével ér véget. A történet a Crawley család vagyonának, rangjának és birtokainak férfi örökösére fókuszál, emellett azonban fontos szerepet kap Lady Mary szerelmi élete is. A dráma bonyodalmát az adja, hogy a Titanic elsüllyedésekor meghalt a család vagyonának az örököse, aki Lady Mary vőlegénye is volt, így a pénz és a birtok egy Manchester-ben élő rokonra száll, akit a család még csak nem is ismer, hiszen Lord Grantham néhai apja hitbizományt hozott létre a birtok megmentésére, melyben megfogalmazódik, hogy Downtont és a hitbizományba foglalt pénzt, mely a jelenlegi Lord Grantham feleségének hozománya, csakis férfi örökös örökölheti.
Az első évad 7 részből áll. Magyarországon a Story4 vetítette.

### Második évad
A második évad 2011. szeptember 18-án vette kezdetét az Egyesült Királyságban. A sorozathoz egy karácsonyi különkiadás is készült, melyet 2011. december 25-én vetítettek. Az évad a karácsonyi különkiadással együtt kilenc részt tartalmazott.
Az évad a somme-i csatával (1916) kezdődik és a spanyolnátha járvány elterjedésével (1918) ér véget. Matthew Crawley, Thomas Barrow, és William Mason harcolnak a háborúban. Az ír sofőr Tom Branson, azonban nem harcol Angliáért. Lady Sybil feladva arisztokratikus pozícióját nővérnek áll, hogy segíthessen a sebesülteken. Michelle Dockery, Dame Maggie Smith, Brendan Coyle, Rob James-Collier, Dan Stevens, Elizabeth McGovern, Hugh Bonneville, Jessica Brown Findlay, Laura Carmichael, Joanne Froggatt, Phyllis Logan és Allen Leech mind visszatértek és Cal Macaninch, Iain Glen, Amy Nuttall, Zoe Boyle és Maria Doyle Kennedy pedig csatlakozott a sorozathoz, mint Lang az új komornyik, Sir Richard Carlisle, Ethel az új szobalány, Miss Lavinia Swire és John Bates felesége Vera. Az évad forgatása 2011 márciusában kezdődött meg.

#### Karácsonyi különkiadás 2011
A különkiadásban a megszokott szereplők mellett Nigel Havers mint Lord Hepworth és Sharon Small mint Lady Rosamund új szobalánya, Marigold Shore, jelent meg. Ez a rész 1919 karácsonyát és 1920 első felét mutatja be.

### Harmadik évad
A harmadik évad premierje 2012. szeptember 16-án volt az ITV-n. A harmadik évadban Mary és Matthew összeházasodtak. Sybil és Tom Branson megérkezett Downtonba, az első gyermeküket várják. Eközben Downton anyagi problémákkal küszködik. Szülés után Lady Sybil elhunyt, gyermeke neve szintén Sybil lesz anyja emlékére.

#### Karácsonyi különkiadás 2012
Az ITV 2012-ben is december 25-én közvetítette a karácsonyi epizódot.
MyAnna Buring színésznő megjelent a 2012-es különkiadásban, az új szobalány Edna Braithwaite szerepében.

### Negyedik évad
2012. november 23-án az ITV bejelentette, hogy újabb évad fog 2013 szeptemberében a képernyőre kerülni, melynek felvételei 2013 februárjában kezdődtek meg.
Az ITV a Downton Abbey hivatalos honlapján közzé tett néhány információt a negyedik évaddal kapcsolatban 2013 márciusában. Lady Mary Crawley gyászolja elhunyt férjét, Matthew-t aki hat hónappal korábban vesztette életét tragikus autóbaleset következtében. Matthew épp a kórházban volt feleségénél és újszülött fiánál, George-nál, és hazafelé tartott a kastélyba, amikor az autója felborult és Matthew elhunyt. Az új évadban Mary újra boldogságra találhat, az évad premierje 2013 őszén volt az Egyesült Királyságban.
2013 márciusában bejelentették, hogy új szereplők csatlakoznak a sorozathoz: Tom Cullen, mint Lord Gillingham a család régi barátja, aki gyermekkora óta ismeri Lady Mary-t. Nigel Harman, mint az egyik vendég inasa, Green. Dame Harriet Walters, mint Lady Shackleton az özvegy grófné egyik régi barátnője. Dame Kiri Te Kanawa, aki egy énekesnőt fog alakítani, aki a ház vendége lesz. Joanna David, vendégszerepet vállalt, mint Yeovil hercegnője. Julian Ovenden, pedig az arisztokrata Charles Blake-t alakítja. A 2013-as évad utolsó részében visszatér Shirley MacLaine, aki Cora amerikai anyját, Martha Levinson-t játssza. Azonban a 2013-as évadba nem tér vissza Siobhan Finneran, aki Miss O'Brien-t alakította. A karakter nem halt meg, ezért visszatérhet egy későbbi évadban.

### Ötödik évad
Az ITV 2013 novemberében bejelentette, hogy 2014-ben folytatódik a sorozat az ötödik évaddal.

### Előzmények
A The Telegraph-ban 2012 szeptemberében Julian Fellowes elmondta, hogy dolgozik a Downton Abbey előzményén, amely Lord Grantham és Cora kapcsolatáról fog szólni. Eredetileg könyvnek tervezte az író, ám az ITV bejelentette, hogy szívesen megfilmesítené a történetet.

### Világszerte
A sorozatot több mint száz országban vetítik, és mindenhol töretlen a sikere.

## Könyvek
- Annie Gray: A hivatalos Downton Abbey szakácskönyv; ford. Hajós Szandra; 21. Század. Budapest, 2021